# آئرومارین ۷۰۰
آئرومارین ۷۰۰ (به انگلیسی: Aeromarine_700) یک هواگرد ملخ‌پیشین تک‌موتوره از نوع آب‌نشین ساخت شرکت Aeromarine است. هواگرد آئرومارین ۷۰۰ نخستین پروازش را در ۱۹۱۷ میلادی انجام داد. در مجموع، ۲ فروند از این هواگرد ساخته شده‌است.